# Стафілокок епідермальний
Стафілокок епідермальний (Staphylococcus epidermidis) — куляста грам-позитивна бактерія роду стафілокок. Бактерія є частиною нормальної мікробіоти людини, як правило , мікробіоти шкіри та рідше мікробіоти слизових оболонок, а також міститься в морських губках. Це факультативно анаеробна бактерія. Хоча S. epidermidis, зазвичай, не є патогенною, пацієнти з ослабленою імунною системою мають ризик розвитку інфекції. Ці інфекції зазвичай є внутрішньолікарняними. S. epidermidis викликає особливе занепокоєння у людей з катетерами або іншими хірургічними імплантатами, оскільки відомо, що він утворює біоплівки, які ростуть на цих пристроях. Як частина нормальної мікробіоти шкіри, S. epidermidis є частим контамінантом зразків, що надсилаються в діагностичну лабораторію.